# Ivan Mesík
Ivan Mesík (* 1. června 2001) je slovenský fotbalista, který hraje jako obránce za nizozemský klub Heracles Almelo a slovenskou reprezentaci.

## Klubová kariéra

### Spartak Trnava
Mesík debutoval za Spartak Trnava proti Nitře dne  18. května 2019. Šlo o jeho jediný zápas v této sezóně.
V sezóně 2019/20 Mesík odehrál 16 zápasů v lize. Svůj první ligový gól vstřelil ve třetím kole ligy proti Nitře dne 4. srpna 2019.

### Nordsjælland
Dne 28. ledna 2020 bylo oznámeno, že devatenáctiletý Mesík opouští Spartak Trnava. Podepsal pětiletou smlouvu s Nordsjællandem. Stal se druhým Slovákem, který za klub hrál, první byl o několik let dříve Stanislav Lobotka. 
Dne 31. srpna 2021 byl Mesík poslán na hostování do norského Stabæk Fotball. 

### Pescara
Dne 5. ledna 2023 podepsal Mesík smlouvu s italským klubem Pescara, který hrál Serii C.

### Heracles Almelo
Dne 5. června 2024 podepsal čtyřletou smlouvu s nizozemským Heracles Almelo. 

## Reprezentační kariéra
Je bývalým mládežnickým reprezentantem Slovenska.
Dne 7. června 2022 byl Mesík poprvé povolán do seniorské reprezentace. 